# Hořkoslané jezero
Hořkoslané jezero (rusky Горькосолёное озеро [Gorkosoljonoje ozero], Горькое озеро [Gorkoje ozero] nebo Булухта [Buluchta]) je slané jezero ve Volgogradské oblasti. Leží mezi Volhou a jezerem Elton v jižním Rusku. Má rozlohu 77 km².

## Vlastnosti vody
Je bezodtoké, mělké, s bahnitými břehy, jílovým dnem a podobá se bažině. Voda zapáchá po sirovodíku. Na březích je vsázka glauberovy soli.